# Tokoos music
 (octobre 2024).
La tokoss music est un genre musical contemporain ayant émergé en république démocratique du Congo. Le genre — créé, revendiqué et popularisé par l'artiste congolais Fally Ipupa — fusionne plusieurs genres, notamment la rumba congolaise, l'afropop, le RnB, le hip-hop et le zouk. Introduit officiellement à travers les albums Tokooos (2017) et Tokooos II (2020) de Fally Ipupa, ce genre marque un tournant significatif dans la carrière de l'artiste et dans l'évolution de la musique africaine moderne.

## Origines et définition
Le terme « tokoss » trouve son origine dans le mot lingala kitoko, signifiant littéralement « joli ». Dans le jargon kinois, il est couramment utilisé pour répondre « bien », « tranquille », ou « ça va » lorsqu'on demande Ndenge nini ? (« comment ça va ? »). Fally Ipupa, artiste originaire de la commune de Bandal à Kinshasa, comme les jeunes, prend l'habitude de s'exprimer en argot lingala. Il adopte donc cette contraction du mot kitoko pour exprimer son état d'esprit, allant jusqu'à le définir comme son genre musical distinctif.
La tokoss music s'inscrit dans la continuité de l'évolution de la musique congolaise, connue pour son mélange de styles et d'influences. Fally Ipupa, reconnu initialement comme une figure emblématique de la rumba congolaise moderne, a su innover en intégrant des éléments urbains et internationaux à ce genre traditionnel, ouvrant ainsi une nouvelle ère pour la musique congolaise.

## Caractéristiques
La tokoss music se distingue par plusieurs caractéristiques. Il mélange la rumba congolaise     traditionnelle avec des éléments d'afropop, de RnB, de hip-hop et de zouk. La musique incorpore des instruments traditionnels africains, notamment la guitare congolaise, tout en utilisant des productions électroniques modernes. Les rythmes sont souvent complexes, mêlant les cadences traditionnelles de la rumba, du Ndombolo à des beats plus urbains et contemporains.
Le chant alterne entre des mélodies douces inspirées de la musique Congolaise, du RnB et des passages plus rythmés rappelant le rap ou le dancehall.
Les textes, principalement chantés en français avec un mélange du lingala et de l'anglais, abordent des thèmes variés allant de l'amour à la vie quotidienne, en passant par des réflexions plus personnelles. Notamment, la tokoss music se démarque aussi par la faible présence de libanga (dédicaces, name dropping) caractéristiques de la rumba congolaise.
La production est généralement très soignée, avec un son riche et diversifié qui attire un large public international.

## Histoire
Le développement de la tokoss music est étroitement lié à l'évolution artistique de Fally Ipupa. Après avoir acquis une renommée internationale en tant qu'artiste de rumba congolaise, Fally prend la décision audacieuse en 2017 de sortir de sa zone de confort en produisant un album entièrement urbain chanté en français, sans les dédicaces traditionnelles (libanga).
Cette transition suscite d'abord du scepticisme parmi certains fans et mélomanes de la musique congolaise, qui craignent de ne plus retrouver l'artiste qu'ils respectaient pour sa rumba. Cependant, à la sortie de l'album Tokooos en 2017, les auditeurs se trouvent agréablement surpris par les sonorités africaines chantées en français se mélangeant quelquefois au lingala et à l'anglais. L'album est bien accueilli en Afrique et à l'international, et obtient ainsi plusieurs certifications, notamment un disque d'or SNEP et plusieurs trophées, marquant ainsi la naissance officielle de la tokoss music.

## Impact et accueil
La tokoss music a un impact significatif sur la scène musicale africaine et internationale. Le genre contribue à     accroître la visibilité de la musique congolaise sur la scène mondiale. L'album Tokooos est un immense succès en Afrique et ailleurs, obtenant les premières certifications, notamment le premier disque d'or certifié par la SNEP dans l'histoire de la musique congolaise. Aussi, les titres de tokoss atteignent des millions de streams sur les plateformes numériques, témoignant de leur popularité auprès d'un public jeune et connecté.
La tokoss music reçoit un accueil positif tant en Afrique qu'à l'international. Les critiques louent souvent la capacité de Fally à fusionner des éléments traditionnels avec des influences contemporaines, créant ainsi un son unique et reconnaissable. Les concerts de tokoss music, connus pour leur énergie et leur dynamisme, ont contribué à la popularité du genre.

## Influence et postérité
Fally Ipupa, à travers la tokoss music, ouvre la voie à de nombreux artistes africains qui cherchent à moderniser et internationaliser leurs sons. Son influence se fait sentir dans la nouvelle génération de musiciens qui adoptent et adaptent ce style pour créer leurs propres œuvres.
Le genre démontre qu'il est possible de fusionner avec succès des sonorités africaines traditionnelles et des éléments urbains modernes, tout en touchant un public international. Cette approche encourage d'autres artistes à expérimenter avec leurs propres styles, contribuant ainsi à l'évolution continue de la musique africaine sur la scène mondiale.